# Arnaldo Forlani
Arnaldo Forlani (n. 8 decembrie 1925, Pesaro, Marche, Regatul Italiei – d. 6 iulie 2023, Roma, Italia) a fost un politician italian.